# غوردون والاس (ملاكم)
غوردون والاس (27 يناير 1929 - ) هو ملاكم كندي، صنّف ضمن فئة الوزن الثقيل الخفيف ‏ والوزن المتوسط.

## إحصائيات
خاض خلال مسيرته 49 نزالا، تعادل في 3 .

## روابط خارجية
- غوردون والاس على موقع بوكس ريك (الإنجليزية) (registration required)